# تومرواگ
تومرواگ (به لاتین: Tømmervåg) یک منطقهٔ مسکونی در نروژ است که در Nordmøre واقع شده‌است.

## خصوصیات
تومرواگ ۷ متر بالاتر از سطح دریا واقع شده‌است.